# West Lake Hills
West Lake Hills é uma cidade localizada no estado norte-americano do Texas, no Condado de Travis.

## Demografia
Segundo o censo norte-americano de 2000, a sua população era de 3116 habitantes.
Em 2006, foi estimada uma população de 3053, um decréscimo de 63 (-2.0%).

## Geografia
De acordo com o United States Census Bureau tem uma área de 9,7 km², dos quais 9,7 km² cobertos por terra e 0,0 km² cobertos por água.

## Localidades na vizinhança
O diagrama seguinte representa as localidades num raio de 8 km ao redor de West Lake Hills.